# Garaeus argillaceus
Garaeus argillaceus är en fjärilsart som beskrevs av George Francis Hampson 1895. Garaeus argillaceus ingår i släktet Garaeus och familjen mätare. Inga underarter finns listade i Catalogue of Life.